# Tschammerpokal 1938
Der Tschammerpokal 1938 war die vierte Auflage des deutschen Fußballpokal-Wettbewerbes.

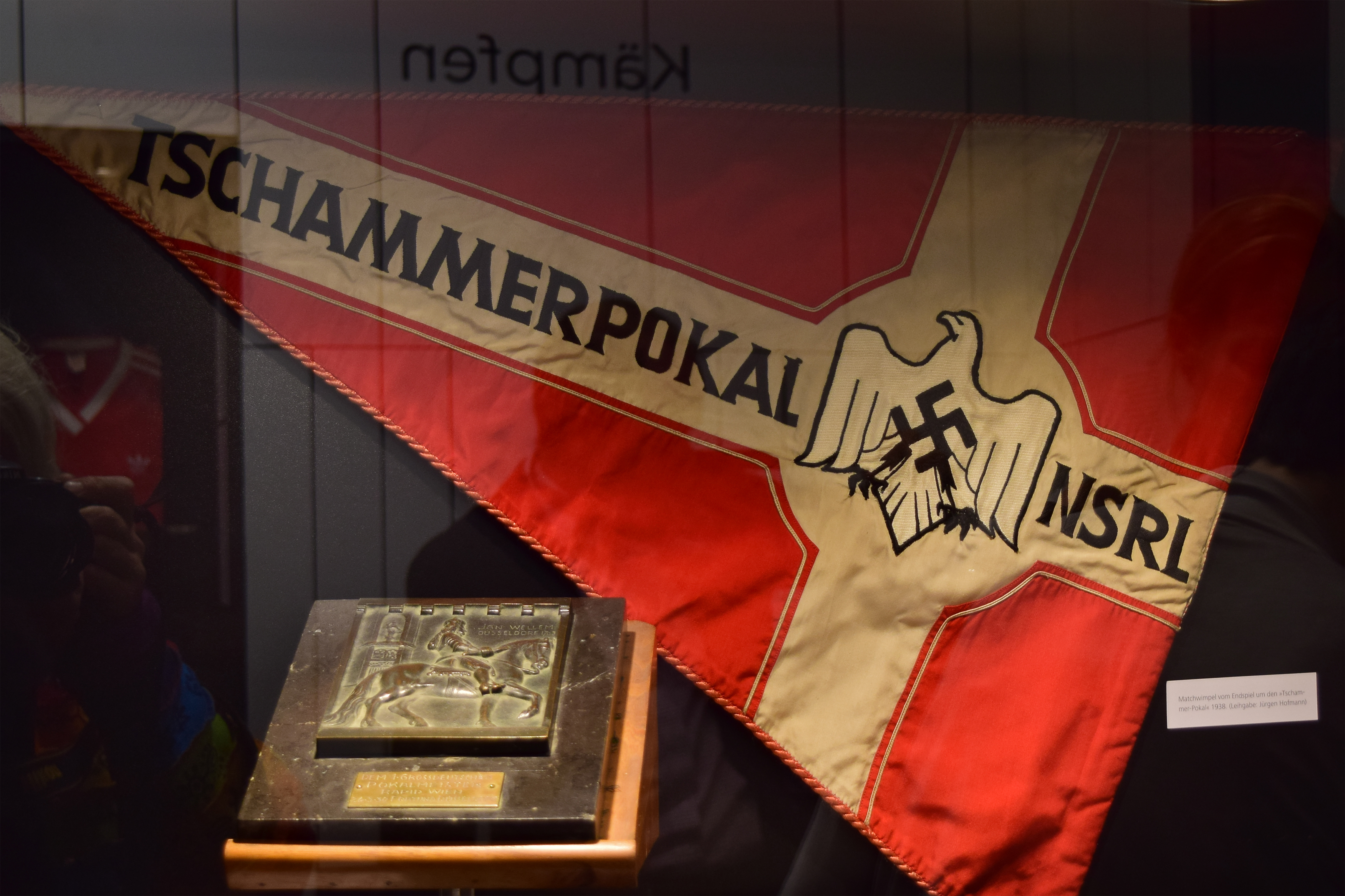
Matchwimpel vom Endspiel um den Tschammerpokal 1938

Der Wettbewerb startete am 9. Januar 1938 zunächst nach dem Modus der vorangegangenen Jahre mit den Ausscheidungsrunden für die Mannschaften der Kreis- und Bezirksklassen, danach mit den Gaugruppenspielen sowie den beiden Schlussrunden und dem Achtelfinale. Während der Wettbewerb bereits lief, wurde am 13. März 1938 Österreich an das Deutsche Reich angeschlossen. Nach Abschluss der österreichischen Fußballsaison 1937/38 wurde der österreichische Fußball in den deutschen Fachverband Fußball eingegliedert, der beschloss, dass ab dem Viertelfinale acht österreichische Mannschaften am Tschammerpokal teilnehmen. Ausgewählt wurden die ersten Sechs der abgelaufenen Meisterschaft und zwei zweitklassige Staffelsieger. Das Viertelfinale wurde in drei Runden aufgeteilt, zwei Ausscheidungsrunden mit je acht Mannschaften des „Altreichs“ und der „Ostmark“ (Österreich) und danach das eigentliche Viertelfinale. Pokalsieger 1938 wurde am 8. Januar 1939 der letzte österreichische Meister SK Rapid Wien.

## Teilnehmende Mannschaften
Für die 1. Schlussrunde waren folgende Mannschaften qualifiziert:
- a 16 Meister-Vereine der Saison 1937/38 der Gauligen

| Gauliga            | Verein                 |  | Gauliga       | Verein                       |
| ------------------ | ---------------------- |  | ------------- | ---------------------------- |
| Ostpreußen         | Yorck Boyen Insterburg |  | Pommern       | Stettiner SC                 |
| Nordmark           | Hamburger SV           |  | Niedersachsen | Hannover 96                  |
| Berlin-Brandenburg | Berliner SV 92         |  | Schlesien     | Vorwärts-Rasensport Gleiwitz |
| Sachsen            | BC Hartha              |  | Mitte         | SV Dessau 05                 |
| Westfalen          | FC Schalke 04          |  | Niederrhein   | Fortuna Düsseldorf           |
| Mittelrhein        | SV Beuel 06            |  | Hessen        | 1. FC Hanau 93               |
| Südwest            | Eintracht Frankfurt    |  | Baden         | VfR Mannheim                 |
| Württemberg        | VfB Stuttgart          |  | Bayern        | 1. FC Nürnberg               |

- b: 48 aus den Pokalspielen auf regionaler Ebene qualifizierte Vereine

| Gauliga                                               | Verein |  | Gauliga                          | Verein |
| ----------------------------------------------------- | --- |  | -------------------------------- | --- |
| Ostpreußen / Pommern / Berlin-Brandenburg / Schlesien | SV Hindenburg Allenstein Preußen Danzig MTV Pommerensdorf TSV 1861 Swinemünde Blau-Weiß 90 Berlin SV Elektra Berlin Hertha BSC Polizei SV Berlin SC Wacker 04 Tegel Brandenburger SC Süd 05 Beuthener SuSV 09 Sportfreunde Klausberg |  | Mitte / Nordmark / Niedersachsen | VfB Preußen Greppin 1. SV Jena SC Victoria Hamburg Holstein Kiel Phönix Lübeck SV Polizei Lübeck FC St. Pauli Werder Bremen VfB Peine           |
| Westfalen / Niederrhein / Mittelrhein                 | Arminia Bielefeld Borussia Dortmund Grün-Weiß Eschweiler Rot-Weiss Essen Westfalia Herne Sportfreunde Katernberg SC Blau-Weiß Köln 06 SpVgg Röhlinghausen SSV Velbert                                                                |  | Sachsen / Hessen / Bayern        | Dresdner SC Riesaer SV Borussia Fulda CSC 03 Kassel SV Klein-Steinheim FC Bayern München TSV 1860 München WKG BSG Neumeyer Nürnberg SpVgg Fürth |
| Südwest / Baden / Württemberg                         | FSV Frankfurt Freiburger FC SV Waldhof Mannheim Karlsruher FC Phönix VfB Mühlburg Union Böckingen SC Opel Rüsselsheim Stuttgarter Kickers 1. SSV Ulm 1928                                                                            |  |                                  | |

## 1. Schlussrunde
Die Spiele fanden vom 27. August bis 11. September 1938 statt.
| Spiele    | Tore         | Zuschauerdurchschnitt |
| --------- | ------------ | --------------------- |
| 32 Spiele | 153 (ø 4,78) | 3800                  |

| Datum         |                           | Ergebnis  |                              |
| ------------- | ------------------------- | --------- | ---------------------------- |
| Sa 27.08.1938 | Stettiner SC              | 1:1 n. V. | Yorck Boyen Insterburg       |
| So 28.08.1938 | VfB Peine                 | 2:1 n. V. | Hamburger SV                 |
| So 28.08.1938 | WKG BSG Neumeyer Nürnberg | 4:2       | Stuttgarter Kickers          |
| So 28.08.1938 | CSC 03 Kassel             | 0:1       | FSV Frankfurt                |
| So 28.08.1938 | BC Hartha                 | 4:1       | Sportfreunde Klausberg       |
| So 28.08.1938 | SV Polizei Lübeck         | 2:4       | Fortuna Düsseldorf           |
| So 28.08.1938 | SC Opel Rüsselsheim       | 2:1       | Alemannia Aachen             |
| So 28.08.1938 | Brandenburger SC Süd 05   | 3:0       | MTV Pommerensdorf            |
| So 28.08.1938 | Polizei SV Berlin         | 2:3       | Vorwärts-Rasensport Gleiwitz |
| So 28.08.1938 | SV Dessau 05              | 2:1       | SV BEWAG Berlin              |
| So 28.08.1938 | Rot-Weiss Essen           | 5:1       | FC St. Pauli                 |
| So 28.08.1938 | SpVgg Röhlinghausen       | 1:2       | Werder Bremen                |
| So 28.08.1938 | 1. SV Jena                | 1:2       | Hertha BSC                   |
| So 28.08.1938 | SV Waldhof Mannheim       | 4:0       | Borussia Fulda               |
| So 28.08.1938 | SSV Velbert               | 1:3       | Grün-Weiß Eschweiler         |
| So 28.08.1938 | Westfalia Herne           | 5:1       | Sportfreunde Katernberg      |
| So 28.08.1938 | SC Victoria Hamburg       | 4:3       | FC Schalke 04                |
| So 28.08.1938 | Eintracht Frankfurt       | 1:2       | TSV 1860 München             |
| So 28.08.1938 | Freiburger FC             | 3:1       | Hannover 96                  |
| So 28.08.1938 | Preußen Greppin           | 00:13     | Dresdner SC                  |
| So 28.08.1938 | Beuthener SuSV 09         | 3:2       | Berliner SV 92               |
| So 28.08.1938 | SV Klein-Steinheim        | 2:3 n. V. | 1. FC Nürnberg               |
| So 28.08.1938 | 1. SSV Ulm 1928           | 3:2       | SpVgg Fürth                  |
| So 28.08.1938 | SC Blau-Weiß Köln 06      | 1:7       | VfR Mannheim                 |
| So 28.08.1938 | FC Bayern München         | 7:0       | Union Böckingen              |
| So 28.08.1938 | Borussia Dortmund         | 1:2       | Phönix Lübeck                |
| So 28.08.1938 | Arminia Bielefeld         | 5:1       | Holstein Kiel                |
| So 28.08.1938 | Blau-Weiß 90 Berlin       | 5:1       | TSV 1861 Swinemünde          |
| So 28.08.1938 | Riesaer SV                | 2:1       | Wacker 04 Tegel              |
| So 28.08.1938 | SV Hindenburg Allenstein  | 2:0       | Preußen Danzig               |
| So 11.09.1938 | VfB Stuttgart             | 7:1       | Karlsruher FC Phönix         |
| So 11.09.1938 | FC Hanau 93               | 0:4       | VfB Mühlburg                 |

### Wiederholungsspiel
|                        | Ergebnis |              |
| ---------------------- | -------- | ------------ |
| Yorck-Boyen Insterburg | [ + 1 ]  | Stettiner SC |

1. ↑  Stettin verzichtet

## 2. Schlussrunde
Die Spiele fanden vom 11. bis 25. September 1938 statt.
| Spiele    | Tore        | Zuschauerdurchschnitt |
| --------- | ----------- | --------------------- |
| 15 Spiele | 74 (ø 4,93) | 4900                  |

| Datum         |                              | Ergebnis |                           |
| ------------- | ---------------------------- | -------- | ------------------------- |
| So 11.09.1938 | FSV Frankfurt                | 3:1      | BC Hartha                 |
| So 11.09.1938 | Fortuna Düsseldorf           | 7:1      | Opel Rüsselsheim          |
| So 11.09.1938 | Vorwärts-Rasensport Gleiwitz | 2:1      | SV Dessau 05              |
| So 11.09.1938 | Werder Bremen                | 2:3      | Rot-Weiss Essen           |
| So 25.09.1938 | Hertha BSC                   | [ * 1 ]  | SV Hindenburg Allenstein  |
| So 11.09.1938 | Grün-Weiß Eschweiler         | 1:2      | SV Waldhof Mannheim       |
| So 11.09.1938 | Westfalia Herne              | 5:1      | SC Victoria Hamburg       |
| So 11.09.1938 | TSV 1860 München             | 3:1      | Freiburger FC             |
| So 11.09.1938 | Dresdner SC                  | 10:1     | Beuthener SuSV 09         |
| So 18.09.1938 | 1. FC Nürnberg               | 2:1      | 1. SSV Ulm 1928           |
| So 11.09.1938 | VfR Mannheim                 | 2:1      | FC Bayern München         |
| So 11.09.1938 | Phönix Lübeck                | 3:2      | Arminia Bielefeld         |
| So 18.09.1938 | VfB Stuttgart                | 2:1      | WKG BSG Neumeyer Nürnberg |
| So 18.09.1938 | VfB Mühlburg                 | 6:1      | VfB Peine                 |
| So 25.09.1938 | Blau-Weiß 90 Berlin          | 3:1      | Riesaer SV                |
| So 25.09.1938 | Yorck-Boyen Insterburg       | 1:4      | Brandenburger SC 05       |

1. ↑  Hertha BSC kampflos weiter, da Allenstein verzichtete.

- Das Spiel Nürnberg Ulm fand am 18.9.38 statt, das Spiel Hertha – Hindenburg war für den 25.9 angesetzt.

(Quelle: Kicker Nr. 38 vom 20.9.38, Seite 14+ Seite 31)

## Achtelfinale
Die Spiele fanden am 9. Oktober 1938 statt.
|                     | Ergebnis |                              |
| ------------------- | -------- | ---------------------------- |
| FSV Frankfurt       | 3:1      | Fortuna Düsseldorf           |
| VfB Mühlburg        | 2:1      | VfB Stuttgart                |
| Brandenburger SC 05 | 0:1      | Vorwärts-Rasensport Gleiwitz |
| Rot-Weiss Essen     | 3:0      | Hertha BSC                   |
| SV Waldhof Mannheim | 6:0      | Westfalia Herne              |
| TSV 1860 München    | 3:0      | Dresdner SC                  |
| 1. FC Nürnberg      | 1:0      | VfR Mannheim                 |
| Phönix Lübeck       | 0:1      | Blau-Weiß 90 Berlin          |

## Viertelfinale

### Ausscheidungsrunde Altreich
Die Spiele fanden am 6. November 1938 statt.
|                              | Ergebnis  |                 |
| ---------------------------- | --------- | --------------- |
| Waldhof Mannheim             | 3:2 n. V. | Rot-Weiss Essen |
| FSV Frankfurt                | 3:1       | VfB Mühlburg    |
| Blau-Weiß 90 Berlin          | 1:2       | 1860 München    |
| Vorwärts Rasensport Gleiwitz | 2:4       | 1. FC Nürnberg  |

### Ausscheidungsrunde Ostmark
Die Spiele fanden am 6. November 1938 statt.
|                | Ergebnis |                       |
| -------------- | -------- | --------------------- |
| SK Admira Wien | 0:6      | First Vienna FC 1894  |
| SC Wacker Wien | 0:1      | Wiener Sport-Club     |
| SK Rapid Wien  | 5:1      | SV Amateure Fiat Wien |
| Grazer SC      | 3:2      | FK Austria Wien       |

### Viertelfinale Altreich/Ostmark
Die Spiele fanden am 27. November 1938 statt.
|                   | Ergebnis  |                      |
| ----------------- | --------- | -------------------- |
| 1. FC Nürnberg    | 3:1       | First Vienna FC 1894 |
| 1860 München      | 1:2 n. V. | FSV Frankfurt        |
| Waldhof Mannheim  | 2:3       | SK Rapid Wien        |
| Wiener Sport-Club | 6:1       | Grazer SC            |

## Halbfinale
Die Spiele fanden am 11. Dezember 1938 statt.
|               | Ergebnis |                   |
| ------------- | -------- | ----------------- |
| SK Rapid Wien | 2:0      | 1. FC Nürnberg    |
| FSV Frankfurt | 3:2      | Wiener Sport-Club |

## Finale
| FSV Frankfurt | FSV Frankfurt | SK Rapid Wien | SK Rapid Wien |
| --- | --- | --- | ------------- |
| FSV Frankfurt | \| Sonntag, 8. Januar 1939 in Berlin (Olympiastadion)[1] \| \| Ergebnis: 1:3 (1:0) \| \| Zuschauer: 40.000 \| \| Schiedsrichter: Fritz Rühle (Merseburg) 00000Spielbericht Der FSV Frankfurt ging als Fünfter der Gauliga Südwest 1937/38 gegen den österreichischen Meister 1937/38 Rapid Wien in das Endspiel. Während die Frankfurter Spieler nur Mittelmaß darstellten, konnten die Wiener fünf aktuelle österreichische Nationalspieler aufbieten, allen voran Kapitän Franz Binder, der bereits 19-mal für Österreich gespielt hatte. Frankfurt war zusätzlich gehandicapt, weil es auf seinen nach einem Platzverweis im Halbfinale gesperrten Stürmer Heinrich Schuchardt verzichten mussten. Allerdings konnten die Hessen darauf verweisen, dass sie seit neun Monaten in der Gauliga ungeschlagen waren. Bei Schneeregen bestimmten zunächst die Frankfurter das Spiel, denen die schlechten Platzverhältnisse bei ihrer kämpferischen Spielweise zugutekamen. Schon bald bahnte sich eine Überraschung an, als Frankfurts Mittelstürmer Franz Dosedzal mit einem Kopfballtor seine Mannschaft in der 17. Minute in Führung brachte. Bis weit in die zweite Halbzeit hinein blieb der FSV weiterhin optisch überlegen, während die Wiener auf dem schlüpfrigen Boden ihren Spielfluss nicht fanden und eher mit Härte den Erfolg suchten. Mehrfach musste ihr Torwart Rudolf Raftl bei Frankfurter Torchancen eingreifen. Nach einer Stunde mussten die Hessen jedoch ihrer Kräfte zehrenden Spielweise Tribut zollen. Als ihr rechter Verteidiger Willy Mai in der 69. Minute verletzt ausscheiden musste, brach das Frankfurter Spiel endgültig zusammen. Die Wiener, bekannt für ihre gefährliche letzte Viertelstunde, konnten das Spiel nun nach ihrem System gestalten und nutzten in der 80. Minute ihre Überlegenheit zum Ausgleichstor durch ihren halbrechten Angreifer Georg Schors. Bereits fünf Minuten später ging Rapid durch einen sehenswerten 25-Meter-Schuss des Mittelfeldspielers Johann Hofstätter in Führung, und unmittelbar vor dem Schlusspfiff sorgte Franz Binder aus abseitsverdächtiger Position für das alles entscheidende 3:1 für Rapid Wien. Der Frankfurter Anhang konnte die Niederlage nicht verwinden und sah seine Mannschaft durch Schiedsrichter Fritz Rühle betrogen. Zahlreiche Zuschauer stürmten auf den Platz, auf den Tribünen wurde skandiert: „Tschammer von Osten – Dein Pokal, der soll verrosten!“ – eine ungewöhnliche Provokation im nationalsozialistischen Staat. \| | \| Sonntag, 8. Januar 1939 in Berlin (Olympiastadion)[1] \| \| Ergebnis: 1:3 (1:0) \| \| Zuschauer: 40.000 \| \| Schiedsrichter: Fritz Rühle (Merseburg) 00000Spielbericht Der FSV Frankfurt ging als Fünfter der Gauliga Südwest 1937/38 gegen den österreichischen Meister 1937/38 Rapid Wien in das Endspiel. Während die Frankfurter Spieler nur Mittelmaß darstellten, konnten die Wiener fünf aktuelle österreichische Nationalspieler aufbieten, allen voran Kapitän Franz Binder, der bereits 19-mal für Österreich gespielt hatte. Frankfurt war zusätzlich gehandicapt, weil es auf seinen nach einem Platzverweis im Halbfinale gesperrten Stürmer Heinrich Schuchardt verzichten mussten. Allerdings konnten die Hessen darauf verweisen, dass sie seit neun Monaten in der Gauliga ungeschlagen waren. Bei Schneeregen bestimmten zunächst die Frankfurter das Spiel, denen die schlechten Platzverhältnisse bei ihrer kämpferischen Spielweise zugutekamen. Schon bald bahnte sich eine Überraschung an, als Frankfurts Mittelstürmer Franz Dosedzal mit einem Kopfballtor seine Mannschaft in der 17. Minute in Führung brachte. Bis weit in die zweite Halbzeit hinein blieb der FSV weiterhin optisch überlegen, während die Wiener auf dem schlüpfrigen Boden ihren Spielfluss nicht fanden und eher mit Härte den Erfolg suchten. Mehrfach musste ihr Torwart Rudolf Raftl bei Frankfurter Torchancen eingreifen. Nach einer Stunde mussten die Hessen jedoch ihrer Kräfte zehrenden Spielweise Tribut zollen. Als ihr rechter Verteidiger Willy Mai in der 69. Minute verletzt ausscheiden musste, brach das Frankfurter Spiel endgültig zusammen. Die Wiener, bekannt für ihre gefährliche letzte Viertelstunde, konnten das Spiel nun nach ihrem System gestalten und nutzten in der 80. Minute ihre Überlegenheit zum Ausgleichstor durch ihren halbrechten Angreifer Georg Schors. Bereits fünf Minuten später ging Rapid durch einen sehenswerten 25-Meter-Schuss des Mittelfeldspielers Johann Hofstätter in Führung, und unmittelbar vor dem Schlusspfiff sorgte Franz Binder aus abseitsverdächtiger Position für das alles entscheidende 3:1 für Rapid Wien. Der Frankfurter Anhang konnte die Niederlage nicht verwinden und sah seine Mannschaft durch Schiedsrichter Fritz Rühle betrogen. Zahlreiche Zuschauer stürmten auf den Platz, auf den Tribünen wurde skandiert: „Tschammer von Osten – Dein Pokal, der soll verrosten!“ – eine ungewöhnliche Provokation im nationalsozialistischen Staat. \| | SK Rapid Wien |
| FSV Frankfurt | Hans Wolf – Willi May, Heinrich Schweinhardt – Arthur Böttgen, Heinrich Dietsch, Fritz Fend – Hermann Armbruster , Karl Heldmann, Franz Dosedzal, Franz Faust, Heini Wörner Cheftrainer: Martin Eiling | Rudolf Raftl – Heribert Sperner, Rudolf Schlauf – Franz Wagner, Johann Hofstätter, Stefan Skoumal – Franz Hofer, Georg Schors, Franz Binder , Wilhelm Holec, Johann Pesser Cheftrainer: Leopold Nitsch | SK Rapid Wien |
| FSV Frankfurt | 1:0 Franz Dosedzal (17.) | 1:1 Georg Schors (80.) 1:2 Johann Hofstätter (85.) 1:3 Franz Binder (90.) | SK Rapid Wien |
| Sonntag, 8. Januar 1939 in Berlin (Olympiastadion) | | |               |
| Ergebnis: 1:3 (1:0) | | |               |
| Zuschauer: 40.000 | | |               |
| Schiedsrichter: Fritz Rühle (Merseburg) 00000Spielbericht Der FSV Frankfurt ging als Fünfter der Gauliga Südwest 1937/38 gegen den österreichischen Meister 1937/38 Rapid Wien in das Endspiel. Während die Frankfurter Spieler nur Mittelmaß darstellten, konnten die Wiener fünf aktuelle österreichische Nationalspieler aufbieten, allen voran Kapitän Franz Binder, der bereits 19-mal für Österreich gespielt hatte. Frankfurt war zusätzlich gehandicapt, weil es auf seinen nach einem Platzverweis im Halbfinale gesperrten Stürmer Heinrich Schuchardt verzichten mussten. Allerdings konnten die Hessen darauf verweisen, dass sie seit neun Monaten in der Gauliga ungeschlagen waren. Bei Schneeregen bestimmten zunächst die Frankfurter das Spiel, denen die schlechten Platzverhältnisse bei ihrer kämpferischen Spielweise zugutekamen. Schon bald bahnte sich eine Überraschung an, als Frankfurts Mittelstürmer Franz Dosedzal mit einem Kopfballtor seine Mannschaft in der 17. Minute in Führung brachte. Bis weit in die zweite Halbzeit hinein blieb der FSV weiterhin optisch überlegen, während die Wiener auf dem schlüpfrigen Boden ihren Spielfluss nicht fanden und eher mit Härte den Erfolg suchten. Mehrfach musste ihr Torwart Rudolf Raftl bei Frankfurter Torchancen eingreifen. Nach einer Stunde mussten die Hessen jedoch ihrer Kräfte zehrenden Spielweise Tribut zollen. Als ihr rechter Verteidiger Willy Mai in der 69. Minute verletzt ausscheiden musste, brach das Frankfurter Spiel endgültig zusammen. Die Wiener, bekannt für ihre gefährliche letzte Viertelstunde, konnten das Spiel nun nach ihrem System gestalten und nutzten in der 80. Minute ihre Überlegenheit zum Ausgleichstor durch ihren halbrechten Angreifer Georg Schors. Bereits fünf Minuten später ging Rapid durch einen sehenswerten 25-Meter-Schuss des Mittelfeldspielers Johann Hofstätter in Führung, und unmittelbar vor dem Schlusspfiff sorgte Franz Binder aus abseitsverdächtiger Position für das alles entscheidende 3:1 für Rapid Wien. Der Frankfurter Anhang konnte die Niederlage nicht verwinden und sah seine Mannschaft durch Schiedsrichter Fritz Rühle betrogen. Zahlreiche Zuschauer stürmten auf den Platz, auf den Tribünen wurde skandiert: „Tschammer von Osten – Dein Pokal, der soll verrosten!“ – eine ungewöhnliche Provokation im nationalsozialistischen Staat. | | |               |

## Erfolgreichste Torschützen
(1. Schlussrunde bis Finale)
| Spieler        | Verein                    | Tore |
| -------------- | ------------------------- | ---- |
| Helmut Schön   | Dresdner SC               | 10   |
| Oskar Siffling | SV Waldhof Mannheim       | 06   |
| Franz Dosedzal | FSV Frankfurt             | 05   |
| Franz Faust    | FSV Frankfurt             | 05   |
| Herbert Pohl   | Dresdner SC               | 05   |
| Willy Schmidt  | WKG BSG Neumeyer Nürnberg | 05   |
| Georg Schors   | SK Rapid Wien             | 05   |
| Otto Siffling  | SV Waldhof Mannheim       | 05   |